# Nicolae Lupu

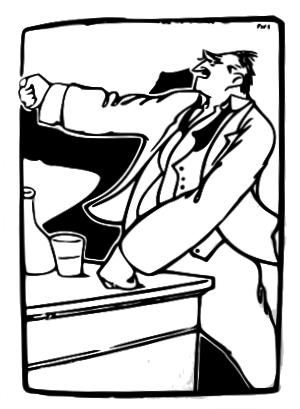
Karikatuur van Nicolae Lupu uit 2015

Nicolae L. Lupu (4 november 1876 - 1947), was een Roemeens politicus.
Nicolae Lupu kwam uit Transsylvanië (Zevenburgen) dat tot 1918 deel uitmaakte van het Hongaarse deel van het keizerrijk Oostenrijk-Hongarije. Hij studeerde medicijnen en sloot zich aan bij de Roemeense Nationale Partij van Transsylvanië en het Banaat (PNR) en was voorstander van de aanhechting van Transsylvanië bij Roemenië. Dit laatste gebeurde in november 1918, na het uiteenvallen vanOostenrijk-Hongarije. Van 9 december 1919 tot 19 maart 1920 was hij minister van Binnenlandse Zaken in het kabinet van Alexandru Vaida-Voevod (PNR). Kort hierna verliet Lupu de PNR en werd lid van de Boerenpartij (PȚ). Van 1924 tot 1926 was hij voorzitter van de PȚ.
Na de fusie van de PȚ en de PNR tot de Nationale Boerenpartij (PNȚ). In het begin van 1927 verliet Lupu de PNȚ en richtte de Boerenpartij (PȚ) opnieuw op. Deze PȚ hield vast aan de centrumlinkse koers van de oude PȚ. Later ging deze PȚ echter weer op in de PNȚ en ook Lupu werd opnieuw lid van deze partij. Van 24 november 1927 tot 11 november 1928 was Lupu minister van Arbeid in het kabinet van Vintilă Brătianu.
Na de Tweede Wereldoorlog kwam het binnen de PNȚ opnieuw tot een breuk. Nicolae Lupu, die aanzette tot de breuk, richtte in 1946 de Democratische Boerenpartij (PȚD) op. De voornaamste reden tot de breuk was de anti-communistische koers van de PNȚ. De PȚD was voorstander van nauwe samenwerking met de Roemeense Communistische Partij (PCR), maar vooral gekant tegen de voorzitter van de PNȚ, Iuliu Maniu. Lupu stierf in 1947.
De PȚD maakte ofschoon bereid tot samenwerking met de PCR, geen deel uit van het door de PCR gecontroleerde Volksdemocratisch Blok. Bij de parlementsverkiezingen van 1946 behaalde de partij 2,3% van de stemmen, goed voor 2 zetels. Bij de parlementsverkiezingen van 1948 behaalde PȚD 0,7% van de stemmen maar behield de twee zetels in het parlement. De partij werd kort hierna door de communistische autoriteiten verboden.